# Symmachia calligrapha
Symmachia calligrapha är en fjärilsart som beskrevs av William Chapman Hewitson 1867. Symmachia calligrapha ingår i släktet Symmachia och familjen Riodinidae. Inga underarter finns listade i Catalogue of Life.

## Bildgalleri

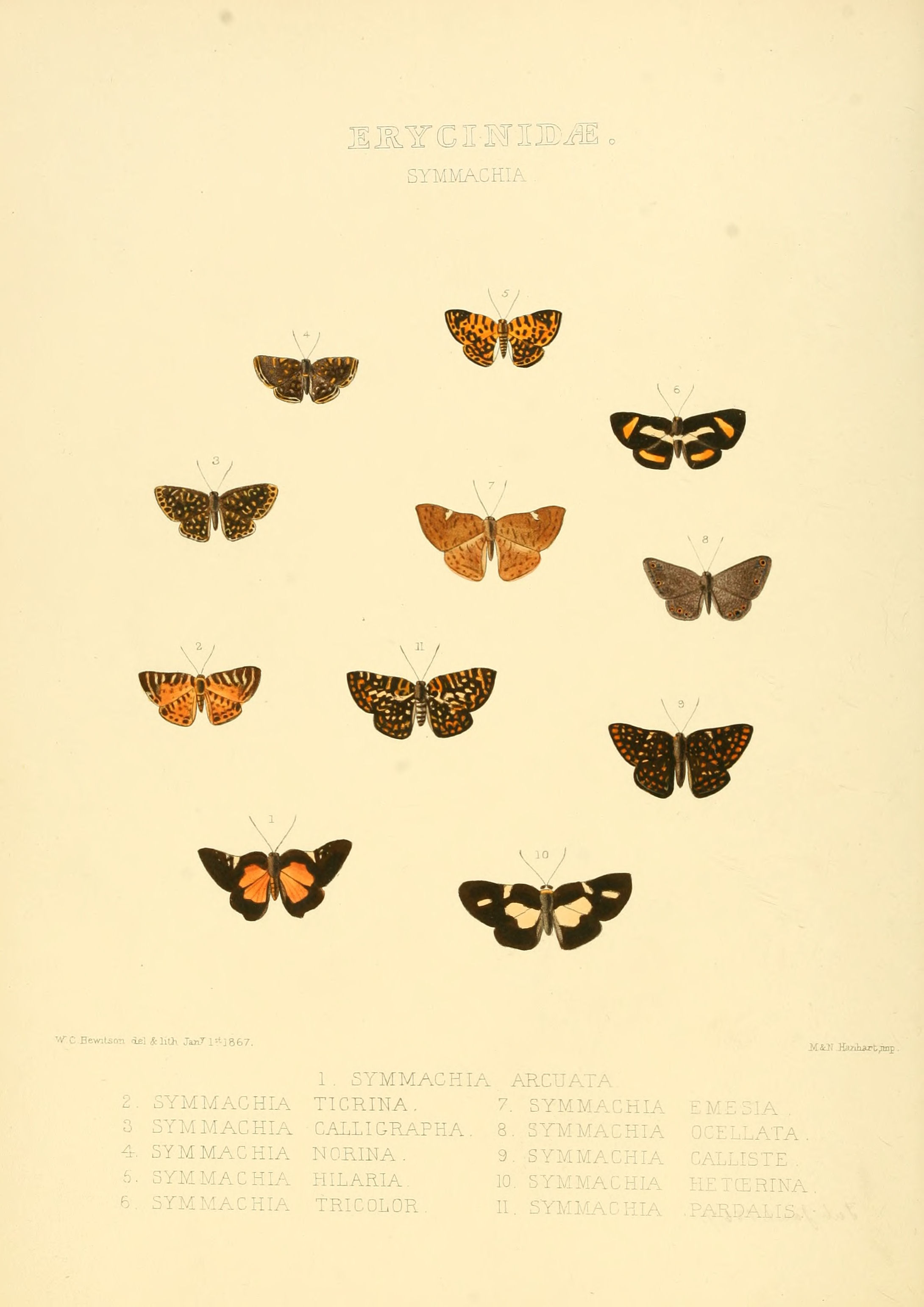